# Yeovil Town Football Club
O Yeovil Town Football Club é um clube de futebol da Inglaterra. Atualmente disputa a National League, correspondente à Quinta divisão do Campeonato Inglês.
Fundado em 1895, o clube joga no Huish Park, um estádio com capacidade para 9.665 torcedores.

## Títulos
- Campeonato Inglês da Quarta Divisão: 1

(2004-05)